# Aaron Matthew Bauer
Aaron Mateo Bauer es un biólogo estadounidense (27 de junio de 1961, Nueva York). En la actualidad es profesor de Biología en la Universidad Villanova, Pensilvania (EE. UU.), donde reside.
Después de estudiar en Nueva York y en Míchigan, estudió zoología en la Universidad de California en Berkeley desde 1982 hasta 1986, donde obtuvo su doctorado.
Estudio la evolución de las salamanquesas desde un punto de vista biológico, y también examina las causas de la extinción de especies.
Es responsable del descubrimiento de varias especies de lagartijas, algunas desaparecidas (Hoplodactylus delcourti, por ejemplo).

## Algunas publicaciones
- c.b. Johnson, w. Quah, s. Anuar, m.a. Muin, p.l. Wood jr., j.l. Grismer, l.f. Greer, k.o. Chan, a. Norhayati, aaron m. Bauer, l.l. Grismer. 2012. Phylogeography, geographic variation, and taxonomy of the Bent-toed Gecko Cyrtodactylus quadrivirgatus Taylor, 1962 from Peninsular Malaysia with the description of a new swamp dwelling species. Zootaxa 3406:39–58

- a.m. Bauer, t.r. Jackman, r.a. Sadlier, a.h. Whitaker. 2012. Revision of the giant geckos of New Caledonia (Reptilia: Diplodactylidae: Rhacodactylus). Zootaxa 3404:1–52

## Honores
- Miembro honorario e investigador asociado de la California Academy of Sciences[2]

## Abreviatura (zoología)
La abreviatura Bauer  se emplea para indicar a Aaron Matthew Bauer como autoridad en la descripción y taxonomía en zoología.